# لیبخینی
لیبخینی (به چکی: Libchyně) یک منطقهٔ مسکونی در جمهوری چک است که در ناحیه ناخود واقع شده‌است.